# 小錦上
小錦上（しょうきんじょう）は、664年から685年まで日本で用いられた冠位である。26階中10位で上が大錦下、下が小錦中であった。

## 概要
天智天皇3年（664年）2月9日の冠位26階の制で、小花上と小花下の2階を小錦上、小錦中、小錦下の3階に改めて設けられた。大化3年（647年）の制度には小錦という冠位があって、大化5年（649年）に小花上と小花下に分割された経緯があり、小錦上などはその名を復活継承したものである。
天武天皇14年（685年）1月21日に冠位の命名方法が一新したときに廃止された。

## 叙位された人物
『日本書紀』に小錦上の冠位で見える人物としては、天武天皇4年（675年）に兵政官の大輔になったときの大伴御行、同年に理由不明で朝参を禁じられた当摩広麻呂、同年の遣新羅使の大使大伴国麻呂、天武天皇6年（677年）に民部卿になった河辺百枝がいる。
また、壬申の乱の功臣で死後贈位により小錦上になった人物に、大分稚見と置始菟（置始連宇佐伎）がいる。稚見は外位であった。
- 大伴御行 - 天武天皇4年（675年）3月16日見。兵政官大輔。
- 当摩広麻呂 - 天武天皇4年（675年）4月8日見。
- 大伴国麻呂 - 天武天皇4年（675年）7月7日見。遣新羅大使。
- 河辺百枝 - 天武天皇6年（677年）10月14日見。民部卿。
- 大分稚見 - 天武天皇8年（679年）3月6日没。贈位。外位。
- 置始菟（置始連宇佐伎） - 贈位。